# 주성영
주성영(朱盛英, 1958년 4월 27일 ~ )은 대한민국의 법조인, 정치인이다. 바른정당을 탈당한 그는 지난날 제17,18대 국회 대구광역시 동구 갑 국회의원이었다.

## 생애
강원도 울진군(현 경상북도 울진군)에서 태어나 1976년에 경북고등학교를 졸업하고, 1982년 고려대학교 법학 학사학위를 받은 다음, 1987년 제29회 사법시험에 합격했다. 1989년 현재의 아내[박민영-1963년 서울생]와 결혼 하였다. 1990년 사법연수원을 제19기로 수료하고 같은 해 춘천지방검찰청 검사를 시작으로, 1991년 대구지방검찰청 영덕지원 검사, 1992년 제주지방검찰청 검사, 1992년 외동 아들을 낳았다. 1994년 창원지방검찰청 검사, 1996년 서울지방검찰청 검사, 1998년 전주지방검찰청 공안부 검사, 1999년 대전지방검찰청 천안지청 검사, 2000년 대구지방검찰청 검사, 2002년 대구지방검찰청 부부장(副部長)검사, 2002년 대구고등검찰청 검사를 역임했다.
2003년에 변호사 개업을 했으며 2004년 17대 총선에서 대구 동구갑 지역구에서 열린우리당 이강철 후보를 이기고 국회의원에 당선됐다.

## 학력
- 울진국민학교 졸업
- 울진중학교 졸업
- 경북고등학교 졸업
- 고려대학교 법과대학 법학 학사
- 영남대학교 행정대학원 법무행정학 석사

## 경력
- 제29회 사법시험 합격
- 제19기 사법연수원 수료
- 춘천지방검찰청 검사
- 서울중앙지방검찰청 검사
- 대구지방검찰청 부부장검사
- 대구고등검찰청 부장검사
- 제17대18대 국회의원
- 한나라당 대구광역시당 위원장
- 한나라당 원내부대표
- 중소기업연구지원센터 이사장
- 세계한인상공인총연합회 부이사장
- 케이풀스 대표이사

## 일화
- 1991년 5월, 춘천지검 재직시(당시34세) 춘천시에서 경찰관의 음주검문에 불응하여 도주하다가 경찰에 의해 검거됐다. 파출소로 연행된 후 “경찰서장과 경찰국장을 불러 달라고 폭언을 하며 당직근무중인 백모 경장(53)에게 앉아, 일어나를 시키며 행패를 부리다 연락을 받고 나온 춘천 경찰서 수사과장의 설득으로 귀가한 일이 있었다.[2]
- 1998년, 97년 대선 당시 김대중 후보를 공격했던 한국논단의 이도형 (1933년) 사장이 김대중 대통령 당선 이후 청와대로부터 명예훼손 혐의로 고소당하는 사건이 있었다. 당시 서울지방검찰청에 재직중이던 주성영 당시 검사는 고발내용에 대한 구체성이 없어 범죄구성요건이 안된다며 무혐의 처리하였으나, 결과적으로 전주지검으로 좌천되는 발단이 되었다.
- 1998년 9월, 전주지검 근무 당시 유종근 전라북도지사 비서실장 등이 '경상도출신'이라며 수차례 비하하자, 이마를 술병으로 내리쳐 화제가 되었다.[3]
- 2004년 12월, 열린우리당의 이철우 의원이 북조선의 조선노동당에 가입했다고 주장했고, 국회에 사상, 이념 논쟁을 불러일으켰으며, 국회 윤리위원회에 제소됐다.[4]
- 2004년 10월 15일, 국가인권위원회 국정감사 도중 비정부기구(NGO)를 "비생산적인 업무에 종사하는 기생충"으로 빗대어 논란이 있었는데 이는 민주화실천가족운동협의회에 연구용역비를 준 것을 문제 삼으면서 말한 것이다. "이는 특정 NGO를 겨냥한 것이 아니며", "사회가 비생산적인 업무종사자가 기업과 노동자인 생산자를 착취하는 구조로 가고 있다", "사회적 기생충이 증가하고 있다"라는 취지의 발언이라고 해명했다.[5]
- 2004년 12월 3일, 국회 법사위에 열린우리당이 국가보안법 폐지안을 상정하는 과정에서 최연희 법사위원장이 정회를 선언하고 점심식사를 위해 퇴장하려 하자 여당 의원들이 저지하며 앞을 가로막은 사건이 있었다. 당시 주성영 의원이 최연희 의원을 감싸 안으며 "왜 길을 막느냐"고 하자, 열린우리당 이목희 의원이 "X새끼, 싸가지 없는 새끼"라고 욕설을 하여 논란이 되었다.[6]
- 2005년 9월, 국정감사 기간에 피감기관의 당사자와의 술자리에서의 여성에 대한 욕설 의혹이 있었다.[7] 주성영 의원은 이 사건을 보도한 오마이뉴스에 대해 명예훼손으로 손해배상 청구 소송을 제기했고, 민사 소송에서는 사건을 정확한 취재나 근거 없이 보도한 오마이뉴스 기자와 여성단체 간부에게 명예훼손 혐의로 3500만원 배상이 판결되었다[8]
- 2008년 6월, 이명박 정부가 촉발한 미국산 쇠고기 수입에 맞섰던 촛불 시위를 "천민 민주주의"라 칭했고, 18일 오전 CBS 라디오 '김현정의 뉴스쇼'의 인터뷰에서 "우스운 수준의 네티즌들이 많다."라는 발언을 했다.  또한 19일 밤에는 문화방송 100분 토론에 패널로 출연, 천민민주주의 발언으로 진중권과 논쟁을 벌였으며, 시민패널로 참가했던 고려대학교 재학생의 신상이 기록된 종이를 흔들며 '고려대 재학생이 아니라 제적된 민주노동당 정치인'이라고 주장했으나 10분만에 진행자 손석희가 '이미 복학했으며 현재 학생신분'이라고 지적했다.[9]
- 2008년 10월, 김대중 전 대통령이 100억 원대 CD를 비자금으로써 가지고 있다고 주장했으나,[10] 이에 대해 검찰이 수사한 결과 혐의가 없다고 발표했다.[11]
- 2009년 6월, 노무현 전 대통령의 사망 이후 자신의 홈페이지를 통해 노무현의 자살을 "냉혹한 승부사의 무모한 선택"으로 묘사하며 극심한 거부감을 드러냈다. "그 결과 노무현 정부의 실정은 미화되고 노무현 가족의 부정한 돈 받기는 억울함으로 왜곡됐다"고 주장하며 "죽음마저 승부의 도구로 활용한 사람을 이제는 우리 모두가 바로 보아야 하지 않겠는가"라고 말했다.[12]
- 2009년 12월 24일 고대녀 김지윤씨가 한나라당 주성영의원을 상대로 낸 손해배상 청구 소송에서 패소했다. 서울남부지법 민사1단독 이동욱 판사는 김지윤씨가 주성영의원을 상대로 제기한 손해배상 소송에서 "피고는 원고에게 700만원을 지급하라"며 원고 일부 승소 판결했다.

손해배상의 청구 소송의 내용은, "주성영의원이 시사프로그램에서 '고대녀'라고 불리는 김지윤씨에 대해 '학교에서 제적당한 민주노동당 정치인'이라는 허위 사실을 말해 김지윤씨에 대한 사회적인 평가를 저하시켰다"며 김지윤씨가 주성영의원을 상대로한 손해배상 청구소송이다.
주성영의원은 위의 내용을 2009년 6월 MBC 100분 토론에서 발언한 바가 있다.
- 2010년 7월 30일 김대중 전 대통령의 자서전에 노태우 전 대통령으로부터 받은 20억원에 대한 언급이 없다며 비난했다가, 그 내용이 4페이지에 걸쳐 나오는 것으로 밝혀져 이를 철회했다. 하지만 "처음에 책을 자세히 못 봤던 건 인정하는데, 광주사태(5·18 광주민주화운동)의 책임자의 피 묻은 돈을 받았던 사실에 대해 (김 전 대통령의) 반성이 없다는 걸 지적하는 내 글의 취지는 여전히 옳다"고 말했다.[13]

## 전과
- 명예훼손: 벌금 300만원 - 2010년 8월 30일 선고[14]

## 역대 선거 결과
|  | 60.60% |

|  | 77.60% |

|  | 0% |

|  | 11.97% |

## 소속 정당
| 소속 정당 | 소속 정당  | 소속 기간 | 비고      |
| --------- | ---------- | --------- | --------- |
|           | 한나라당   | 2004~2012 | 정계 입문 |
|           | 새누리당   | 2012~2016 | 당명 변경 |
|           | 무소속     | 2016~2017 | 탈당      |
|           | 바른정당   | 2017      | 창당      |
|           | 무소속     | 2017      | 탈당      |
|           | 자유한국당 | 2017~2020 | 복당      |
|           | 미래통합당 | 2020      | 합당      |
|           | 무소속     | 2020      | 탈당      |
|           | 미래통합당 | 2020      | 복당      |
|           | 국민의힘   | 2020~2022 | 당명 변경 |
|           | 무소속     | 2022~현재 | 탈당      |

## 같이 보기
- 동구 갑 (2004년 대구 선거구)
- 대구 동구의 국회의원